# Candyman (canción)
«Candyman» (en español: «Hombre de caramelo») es una canción de géneros swing y pop con influencias de dance, escrita por la compositora Linda Perry y la cantante estadounidense Christina Aguilera, e interpretada por esta última, para su tercer álbum de estudio titulado Back to Basics.
«Candyman» fue bien recibida por los críticos de música contemporánea. El sencillo se ambienta en los años 1940-1950. Sus comentarios negativos fueron gracias a su contenido lírico de índole sexual, manejándose con doble sentido, como sencillo fue muy exitoso los repertorios de Oceanía, durante 2007, llegando a la segunda posición de Australia y Nueva Zelanda siendo certificado de platino y oro en los dos países por sus altas ventas. En Estados Unidos tuvo un éxito moderado, pero permaneció varias semanas en la lista de popularidad oficial Billboard Hot 100 logrando la máxima posición en el puesto 25 y otorgándose la certificación de disco de platino en formato digital y formato físico  por vender más de 1 000 000 de copias en cada formato. En Canadá alcanzó el puesto número 9 de Canadian Hot 100, siendo también certificado de oro en dicho país.
En el 2008, «Candyman» fue excluida de su álbum original Back to Basics para incluirla en el recopilatorio de éxitos de Aguilera titulado Keeps Gettin' Better: A Decade of Hits, junto a los sencillos de su álbum de origen, «Ain't No Other Man» y «Hurt».

## Antecedentes y escritura
«Candyman» se encuentra en el segundo disco del álbum Back to Basics, que, por su parte, es una colaboración de composición y producción exclusiva de Christina Aguilera y la productora Linda Perry. Fue mezclada y producida por Perry en los estudios Kung Fu Gardens de Los Ángeles, California. También contó con la ayuda de ingeniería de sonido de Chris Wonzer y de Kristofer Kaufman. Su lanzamiento fue muy discutido por Aguilera y su discográfica. Por un lado, la cantante deseaba dejarla como el segundo sencillo oficial de su álbum; por otro, su discográfica dijo que no era el indicado para la época de Navidad y decidieron editar el tema «Hurt».
La canción fue la primera en estar lista para el álbum y, de acuerdo a Perry y Aguilera, la interpretación lírica cuenta con inspiración de la también pista «Boogie Woogie Bugle Boy» de 1941 interpretada por la banda The Andrews Sisters. Igualmente, «Candyman» incluye una intervención de sonidos de cadetes militares extraídos de la marcha militar «Tarzan & Jane Swingin' on a Vine» del álbum Run to Cadence with the U.S. Marines, Volume II.

## Estructura

### Estructura musical

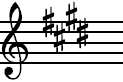
La canción está compuesta en la tonalidad de mi mayor.

«Candyman» es una canción swing compuesta en compás de 4/4 y en la tonalidad de mi mayor, tiene un ritmo rápido a ochenta y seis pulsaciones por minuto, está escrita en el formato estribillo-verso-estribillo y los instrumentos que sobresalen en su melodía son el piano, el melotrón, el bajo, los tambores, el saxofón y la trompeta. Varias veces se escuchan sonidos de cadetes, entre ellas la primera intervención musical. En «Candyman», la voz de Aguilera abarca casi dos octavas, desde si 3 hasta el re 5, que sostiene durante ocho segundos en una ocasión. La canción concluye en coda.

### Contenido lírico

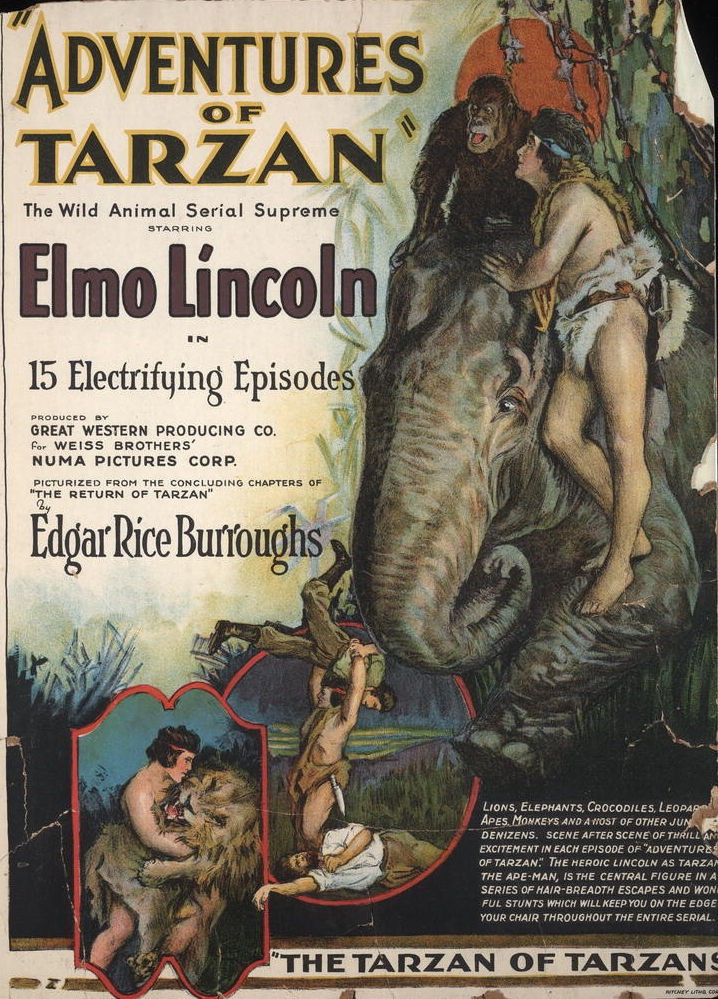
La canción incluye frases de la marcha militar "Tarzan & Jane Swingin' on a Vine".

La letra de «Candyman» maneja un alto contenido sexual en doble sentido. El título de la canción describe a un hombre hecho de caramelo que cumple con diferentes características descritas en toda su interpretación; la entonación inicial de los cadetes relata la historia del personaje ficticio Tarzán y su esposa Jane en una marcha militar. Christina Aguilera habla del hombre y dice que lo conoció en «una cena del viernes por la noche» y que esto causó que «su apetito creciera». En este mismo verso incluye frases fetichistas, diciendo que tiene tatuajes «en su brazo, de arriba para abajo», concluyendo que «no hay nada más peligroso que un chico encantador». Después sigue el estribillo, el cual dice que ese hombre causa que todos los pantis se mojen, señalando que «habla de manera dulce» y argumentando que «está cubierto de azúcar».
El siguiente verso señala que él la llevó al club Spider de Hollywood y bailaron y tomaron champán toda la noche, más tarde dice que «eso causó la portada de todas las revistas». Los siguientes versos relacionan elementos de sabor dulce y las partes del cuerpo de ese hombre. Aguilera señala que sus labios son como «bastones de azúcar». También dice que tiene un gran «¡ah!», asociándolo al pene de él. De la misma forma relaciona su vagina con una cereza, diciendo que al ver a ese hombre «mi cereza estalla». La canción incluye varias veces la interpretación del nombre, aunque es usado como ambientación de reproducción.

## Vídeo musical

### Trama
El video musical de «Candyman» se rodó el 28 de enero de 2007 y Matthew Rolston y la cantante lo dirigieron. Se centró en una temática de los años 1940 en tiempos de la Segunda Guerra Mundial y la imagen de la cantante contó con la inspiración de la banda de la época The Andrews Sisters. Al respecto, Aguilera la interpretó y bailó con tres diferentes colores de pelo: el negro, el rubio y el rojo. La variedad de los estilos en el cabello fueron descritos por la artista, quien los relacionó con su vida y comentó que:

El castaño es del tipo traviesa, como en mis tiempos de 'X-tina'... Quiere sentirse manejada. El rojo, ella se ve como la 'celosa', preguntándose ¿por qué no soy la líder del canto?. La rubia es, por supuesto, mi lado. Algo dulce.
Christina Aguilera.

Algunas escenas fueron rodadas en un aeropuerto de Barcelona, España. El video incluyó flashbacks de bailes de Aguilera, vestida parcialmente de rosa, con bailarines interpretando a cadetes. También enseñó a una camarera que se encontraba repartiendo botellas de Campari. Otra escena mostraba a la artista cantando y bailando en un escenario que consistía en una cafetería de la época. Finalmente concluyó con una reproducción gráfica de Christina Aguilera posando como una modelo pin-up, según ella, inspirada en la imagen de Judy Garland, Rita Hayworth y Betty Grable.

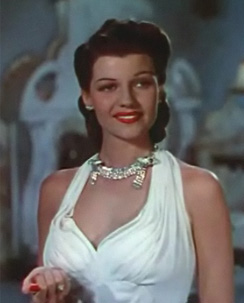
En varias escenas del video, la imagen de Aguilera cuenta con la inspiración de Rita Hayworth.

Entre los actores y bailarines del video estaban los hermanos Benji y Lacey Schwimmer, participantes del reality show So You Think You Can Dance, quienes interpretaron al bailarín principal y a la camarera, respectivamente. Se tomó mucho tiempo la producción y grabación de las imágenes basadas en la banda The Andrews Sisters, pues se necesitaron ángulos de cámara y reproducciones únicas. El video tuvo diseño de color de technicolor y manejó controladores de precisión computarizada.

### Recibimiento
El 21 de febrero de 2007 fue su debut oficial, que estuvo a cargo del programa y listado musical Total Request Live de la cadena MTV. Durante su entrada permaneció en la posición sexta del repertorio y poco después alcanzó el primer puesto por cuatro días no consecutivos. Salió de la lista en el número tres, convirtiéndose en el noveno video de Aguilera en estar en ella. El mismo canal ofreció un especial del video para el documental Making the Video y lo nominó en la categoría de «Mejor dirección» en su ceremonia de premios, es decir, los MTV Video Music Awards. La revista Rolling Stone ofreció una portada basada en la imagen artística del video. De acuerdo al especial de MTV, Aguilera le dijo al director Matthew Rolston que, durante la grabación de éste, eligiera una fotografía para el desempeño.

### Vevo
El video de Candyman fue estrenado en el canal oficial de Christina Aguilera en YouTube en noviembre de 2009. 
Se ha convertido en el tercer video más visto del canal (anteriormente el cuarto sobre pasado por Hurt, y anterior tercero antes que saliera Your Body).
Según la cifras hasta mediados de abril de 2015 el video ya registraba más de 100 millones de reproducciones.

## Recepción

### Recepción crítica
«Candyman» recibió comentarios diversos de los críticos de música contemporánea. Al respecto, la página de internet All Music señaló que «cada movimiento parece estar coordinado» con el personaje «Breathless Mahoney», interpretado por Madonna en la película Dick Tracy. La revista Slant Magazine dedujo que «Candyman» junto a «Nasty Naughty Boy» hacen que la democracia familiar «se revuelque». La página musical de Yahoo!, LaunchCast, comentó que la canción es «uno de los momentos más divertidos en el álbum». La página de internet About argumentó que «Candyman» es «grande, brillante, igual que la misma Christina».
Los críticos se centraron en hablar de su contenido lírico. All Music dijo que «su letra sigue siendo directa, al igual que en Stripped, en particular cuando habla de sexo... combinado con la producción que obtuvo, hace que Christina suene como una cantante clásica». El reportero Bill Lamb de About, en el artículo de «Candyman», señaló que:

Toda la canción tiene su doble sentido, sexualmente hablando. Como la misma Aguilera dice en su primer disco del álbum, «sigo sucia». El hombre de caramelo del título es identificado como «hace que mi cereza explote». Afortunadamente, la energía de la canción mezclada con los toques de baile hacen que su contenido sexual se vea como un simple respiro.
Bill Lamb, About.com.

### Posiciones e impacto

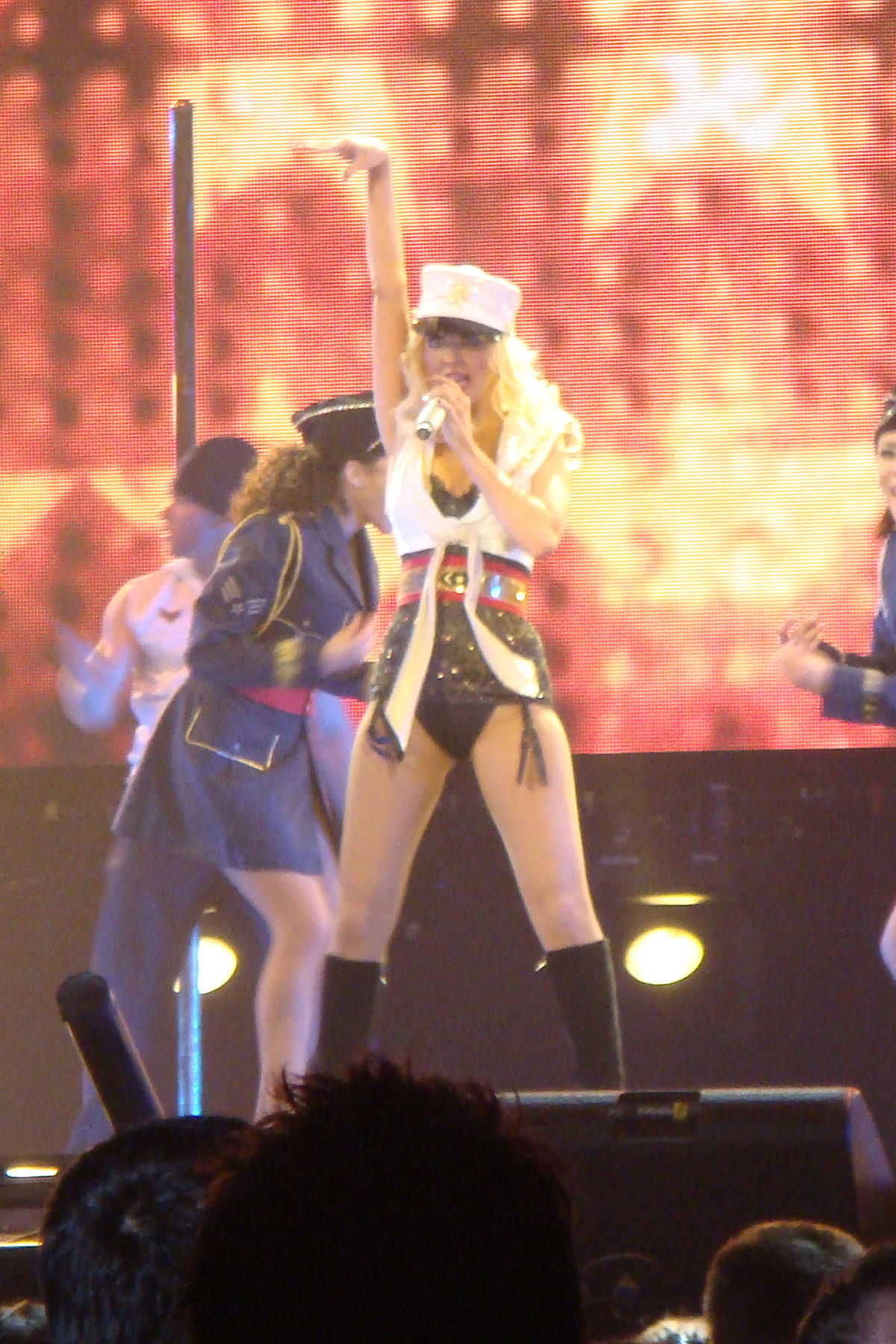
Christina Aguilera durante la interpretación de «Candyman» en la gira Back to Basics World Tour.

Aunque el sencillo no fue muy exitoso en diferentes partes del mundo, triunfó en Oceanía. En Australia debutó directamente a la lista de las diez canciones más escuchadas, permaneciendo más de quince semanas en ella. Su máxima posición fue la segunda, la cual ocupó por cuatro semanas no consecutivas. Finalmente abandonó el repertorio de las cincuenta más escuchadas cuando cumplió veintisiete semanas en él. Igualmente, en Nueva Zelanda entró a la lista de las diez canciones más escuchadas y permaneció ocho semanas ahí. Su mayor posición fue la segunda, aunque esta vez por una semana. En los dos países fue certificada como platino y oro respectivamente.
En Europa no fue muy exitoso. Llegó hasta el número once de las listas de Bélgica, Alemania y Suiza, permaneciendo en ellas tres, una y dos semanas, respectivamente. El 22 de septiembre de 2007, «Candyman» abandonó el repertorio belga en la posición cincuenta. En Alemania sólo permaneció trece semanas, donde las cinco primeras se mantuvo en la lista de las veinte canciones más escuchadas. En la lista continental debutó en el número setenta y uno. Más tarde alcanzó el once y se mantuvo una semana ahí. Sin embargo duró veinte semanas en el repertorio y lo abandonó estando en la posición ochenta y tres.
En América no fue muy exitoso, pero duró varias semanas en sus listas. En Canadá tuvo un éxito pasajero. Escaló hasta el noveno puesto del repertorio oficial permaneciendo dos semanas en él. Por otra parte, se galardonó con un disco de platino entregado por la empresa RIAA, al vender más de un millón de copias en Estados Unidos. En la lista del país permaneció diecisiete semanas y su máxima posición fue la veinticinco. En las listas temáticas ofrecidas por la revista Billboard, se mantuvo en las de Hot Dance Music /Play en la posición dieciocho, mientras que en Pop 100 ocupó la treinta y dos. Según Nielsen SoundScan, hasta septiembre de 2012, «Candyman» vendió 1 000 000 de descargas en Estados Unidos, donde se convirtió en uno de los sencillos más vendidos de Aguilera en formato digital.
La interpretación de «Candyman» recibió una nominación en la 50.ª edición de los Premios Grammy, en la categoría de «Mejor interpretación vocal pop femenina», no obstante, perdió frente a la canción «Rehab» de la cantante inglesa Amy Winehouse.

## Formatos
| Disco compacto |                                  |          |  |
| N.º            | Título                           | Duración |  |
| 1.             | «Candyman» (edición de sencillo) | 3:14     |  |
| 2.             | «Hurt» (Snowflake Radio Remix)   | 4:09     |  |

## Listas de popularidad

### Semanales
| América         |                          |    |                  |
| Canadá          | Canadian Hot 100         | 9  | -                |
| Estados Unidos  | Billboard Hot 100        | 25 | disco de platino |
| Europa          |                          |    |                  |
| Alemania        | Germany Top 100          | 11 | -                |
| Austria         | Austria Singles Top 75   | 14 | -                |
| Bélgica         | Belgium Top 50           | 11 | -                |
| Irlanda         | Irland Top 20            | 12 | -                |
| Italia          | Italy Top 20             | 20 | -                |
| Países Bajos    | Dutch Top 40             | 12 | -                |
| Reino Unido     | UK Singles Top 75        | 17 | -                |
| Suecia          | Sweden Singles Top 60    | 24 | -                |
| Suiza           | Swiss Singles Top 100    | 11 | -                |
| Oceanía         |                          |    |                  |
| Australia       | Australia Singles Top 50 | 2  | disco de platino |
| Nueva Zelanda   | NZ Singles Top 40        | 2  | disco de oro     |
| Internacionales |                          |    |                  |
| Europa          | Europe Top 100           | 11 | -                |

### Anuales
| Año  | País          | Posición |
| ---- | ------------- | -------- |
| 2007 | Australia     | 8        |
| 2007 | Austria       | 73       |
| 2007 | Alemania      | 92       |
| 2007 | Nueva Zelanda | 15       |
| 2007 | Países Bajos  | 78       |
| 2007 | Suecia        | 46       |
| 2007 | Reino Unido   | 74       |

## Créditos y personal
- Christina Aguilera: Voz principal y voz secundaria.
- Linda Perry: Producción, piano, melotrón, bajo, directora de trompetas e ingeniería de sonido.
- Nathan Wetherington: Tambores.
- Marc Jameson: Programación de sonido.
- Jim McMillen: Trombón.
- Ray Herrmann: Saxofón.
- Blen Berger: Saxofón.